# (90463) Johnrichard
(90463) Johnrichard est un astéroïde de la ceinture principale.

## Description
(90463) Johnrichard est un astéroïde de la ceinture principale. Il fut découvert le 14 février 2004 à Las Cruces par David S. Dixon. Il présente une orbite caractérisée par un demi-grand axe de 3,12 UA, une excentricité de 0,05 et une inclinaison de 9,0° par rapport à l'écliptique.

## Compléments